# Ant Timpson
Ant Timpson (nascut el 21 d'abril de 1966) és un productor i director de cinema neozelandès, més conegut per produir la sèrie The ABCs of Death, Turbo Kid, Deathgasm i The Greasy Strangler. Va fundar i organitzar el concurs de pel·lícules 48Hours.

## Carrera
El 2003, Timpson va fundar el repte cinematogràfic anual 48Hours, un concurs amb seu a Nova Zelanda on equips de cineastes creen un curtmetratge en 48 hores. Taika Waititi i Te Radar va guanyar el primer any del festival.
La pel·lícula Turbo Kid es va originar com una presentació per al segment "T" a The ABCs of Death. Tot i que no va ser seleccionat, Timpson va quedar impressionat i es va apropar als cineastes per expandir-lo en un llargmetratge. Timpson va convèncer Elijah Wood i la seva productora, SpectreVision, implicat en la producció de The Greasy Strangler.
El 2016, va guanyar el Premi Discovery dels Premis British Independent Film. També el 2016, va guanyar un Premi Saturn a la millor pel·lícula internacional.

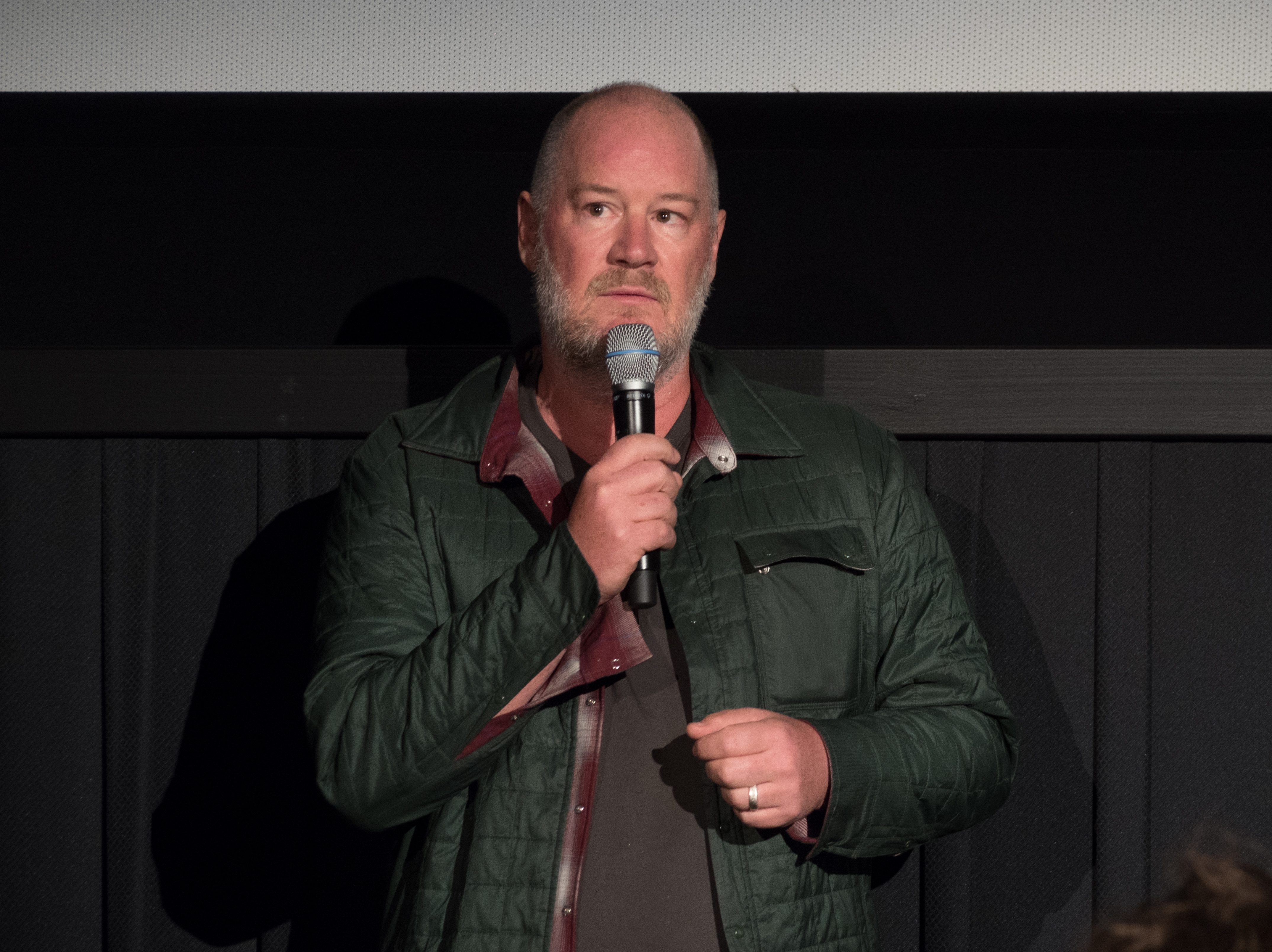
Timpson després de l’estrena de Come to Daddy al Festival de Cinema de Tribeca el 2019

El gener de 2017, es va anunciar que Timpson produiria una nova antologia de terror, The Field Guide to Evil, formada per vuit directors, cadascun d'una nació diferent. El projecte de microfinançament és únic perquè permetrà als patrocinadors l'oportunitat de tenir inversió en capital.
El 2019, el seu primer llargmetratge Come to Daddy es va estrenar al Festival de Cinema de Tribeca. La pel·lícula té una puntuació del 86% a Rotten Tomatoes.
La seva pel·lícula de 2024 Bookworm es va estrenar com a pel·lícula d'obertura del FanTasia de 2024.

## Vida personal
Timpson va créixer a Auckland i va estudiar breument a la Universitat d'Otago amb la intenció de ser advocat abans d'abandonar-ho.
Timpson creu que els sistemes de censura són arcaics i va iniciar una recaptació de fons per a una professora que va ser acomiadada per mostrar una de les seves pel·lícules a la seva classe.
És propietari de la col·lecció privada més gran de pel·lícules de pel·lícules de 35 mm a l'hemisferi sud.